# Neohelota mariae
Neohelota mariae is een keversoort uit de familie Helotidae. De wetenschappelijke naam van de soort is voor het eerst geldig gepubliceerd in 1899 door Ritsema.